# 湯金釗

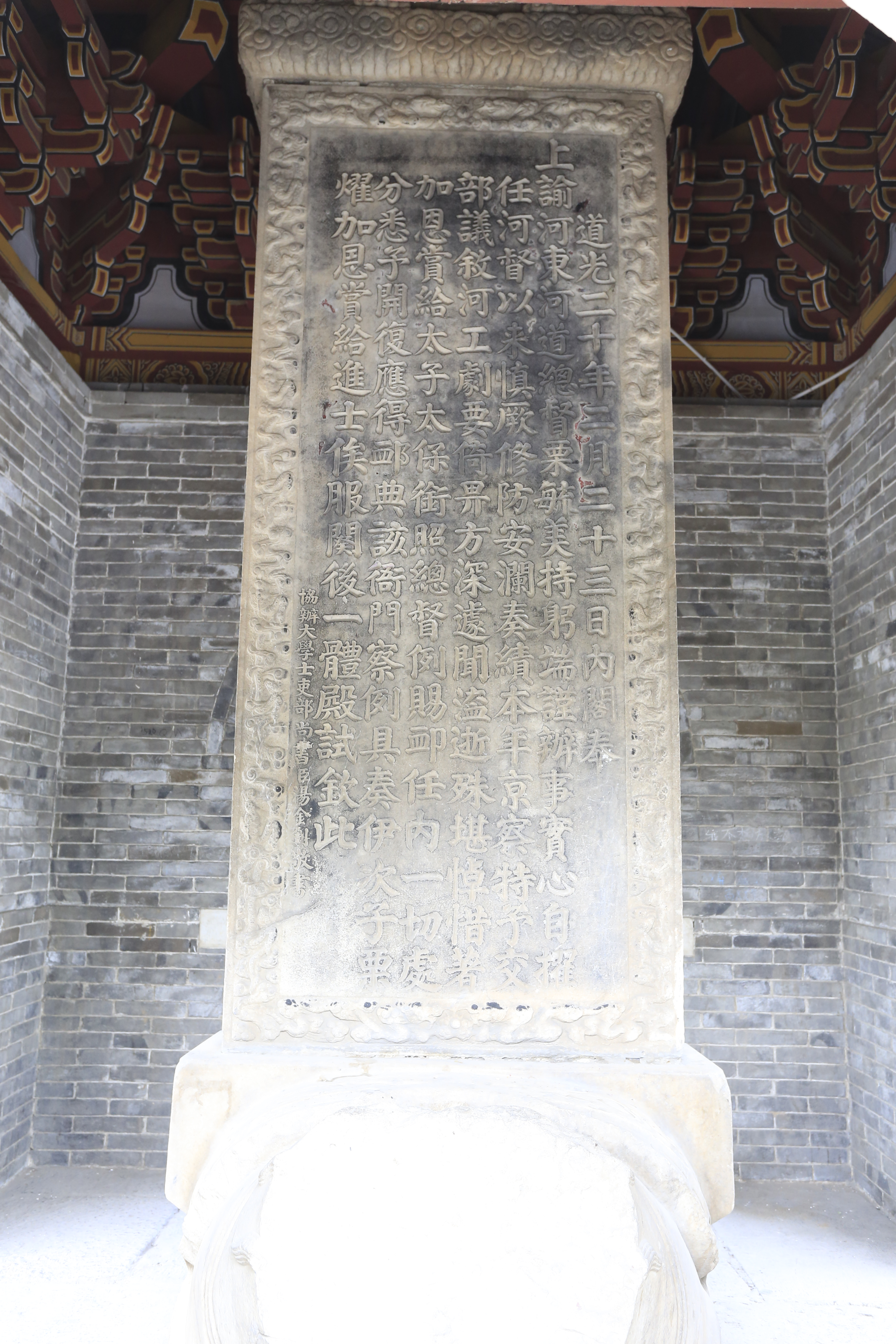
山西渾源栗毓美墓石碑，湯金釗書碑文

汤金钊（1772年—1856年），字敦甫，又字勗兹，浙江萧山城厢镇人。清朝政治人物。有清名。

## 生平
汤金钊出身商家，自幼勤奋好学。乾隆五十九年（1794年）乡试中解元。嘉庆四年（1799年）取进士，选翰林院庶吉士，散馆授编修，母丧丁忧。服阙回京之后，升侍讲。嘉慶十三年（1808年）入直上书房。历任湖南学政、江南乡试正考官、江苏学政等职。
道光元年（1821年）署户部侍郎，上疏反对增加赋税，获准。道光二年（1822年）迁户部。道光六年（1826年）因父丧丁忧归里。守丧期满，授户部左侍郎。道光九年（1829年），充上书房总师傅。次年，任都察院左都御史，礼部尚书。不久调吏部尚书。因被参劾，降为兵部侍郎，后又升工部尚书，兼署户部。道光十八年（1838年）任协办大学士。主张查禁鸦片。道光二十一年（1841年）林则徐被革职之后，仍荐林则徐，被降四级。次年，授光禄寺卿，不久因年老离任。咸丰四年（1854年）重赴鹿鸣宴，加太子太保衔。咸丰六年（1856年）四月卒于京师。赐祭葬，谥文端。《清史稿》有传。

## 著作
工诗文书法。著有《寸心知室存稿》6卷、《寸心知室诗文稿》、《雪泥鴻爪》及《年谱》、《随笔》、《奏疏》等。

## 轶事
汤金钊为诸生时，闻邻有贫而鬻女者，恐其坠于烟花，以金赎之。女之父无赖也，又转鬻于京师，辗转入和珅府中。女貌美丽，和相宠之。女念汤秀才之恩，日言于和相。和相乃专函致江督，招致汤生。汤生闻而潜逃。江督觅之不得，乃复信和相，言此生不受提拔，逃匿远方，乡试亦不复至。迨嘉庆时，和珅得罪查抄，抄得此信，呈进于上。上曰：“穷诸生，乃有此骨格，可嘉也。”乃密嘱鄉会试官，暗记其卷，必中之。汤闻和珅既败，乃归应试。连捷入翰林，不数年位至宰辅，眷遇极隆。

## 延伸阅读
[在维基数据编辑]
 《清史稿·卷371》
 《清史稿·卷364》，出自趙爾巽《清史稿》
 在维基共享资源阅览影像

## 外部連結
- 湯金釗 （页面存档备份，存于）

| 官衔          | 官衔                                                                                   | 官衔          |
| ------------- | -------------------------------------------------------------------------------------- | ------------- |
| 前任： 盧蔭溥 | 吏部漢尚書 道光十年九月戊寅－道光十一年五月丙寅 （1830年11月8日－1831年6月24日）       | 繼任： 潘世恩 |
| 前任： 朱士彥 | 吏部漢尚書 道光十四年二月辛酉－道光十八年五月癸丑 （1834年4月4日－1838年7月11日）      | 繼任： 朱士彥 |
| 前任： 王鼎   | 戶部漢尚書 道光十八年五月癸丑－道光十八年九月乙丑 （1838年7月11日－1838年11月13日）    | 繼任： 吳椿   |
| 前任： 朱士彥 | 吏部漢尚書 道光十八年九月乙丑－道光二十一年閏三月丙寅 （1838年11月13日－1841年5月2日） | 繼任： 卓秉恬 |